# Виера, Хонатан
Хона́тан Вие́ра Ра́мос (исп. Jonathan Viera Ramos; 21 октября 1989, Лас-Пальмас, Канарские острова, Испания) — испанский футболист, полузащитник малайзийского клуба «Джохор Дарул Тазим». Выступал в сборной Испании.

## Клубная карьера
Хонатан Виера — воспитанник клуба «Лас-Пальмас», футбольную карьеру начал в 2008 году во второй команде клуба. В 2010 году стал игроком основной команды, в том же сезоне отметившись первым в карьере хет-триком, забив 3 из 5 мячей в победном матче «Лас-Пальмаса» с «Барселоной Б». В следующем сезоне молодой полузащитник стал вторым по забитым мячам снайпером команды, всего один мяч уступив своему одноклубнику Витоло.
6 мая 2012 года Хонатан Виера подписал 5-летнее соглашение с клубом «Валенсия». Сделка обошлась «летучим мышам» в 2,5 миллиона евро.
30 августа 2013 года был отдан «Райо Вальекано» в аренду на 1 год без права выкупа. Спустя сезон вернулся в «Валенсию».
После этого Виеру подписал льежский «Стандард». В составе бельгийского клуба футболист закрепиться не смог, поэтому перешел на правах аренды в «Лас-Пальмас», который позже выкупил игрока. Спустя три года после перехода в испанскую команду, Хонатан Виера перешел в китайский «Бэйцзин Гоань».

## Карьера в сборной
Хонатан Виера вызывался в молодёжную сборную Испании, в 2011 году проведя за неё 1 матч.